# 1157

## Родени
- 6 юли – Ричард Лъвското сърце, крал на Англия

## Починали
- 15 май – Юрий Долгорукий, велик княз на Киевска Рус